# Hans-Joachim Sander
Hans-Joachim Sander (* 24. Juni 1959 im Saarland) ist ein deutscher römisch-katholischer Theologe.

## Leben
Der Bergarbeitersohn studierte von 1979 bis 1985 Mathematik, Physik, katholische Theologie und Geschichte in Bonn, Trier, Jerusalem und Würzburg. Er erwarb den MA in Theologie 1985. Von 1985 bis 1987 unterrichtete er als Teilzeitlehrer am Studienseminar Julianum. Von 1987 bis 1988 war er Gastwissenschaftler am Center for Process Studies in Claremont. Seit 1988 ist er verheiratet. Nach der Promotion 1990 in Theologie an der Universität Würzburg war er dort von 1990 bis 2001 Assistenzprofessor und außerordentlicher Professor am Institut für Systematik Theologie. Nach der Habilitation 1997 an der Universität Würzburg lehrte er von 1997 bis 2002 als Privatdozent in Würzburg und von 1998 bis 2002 als Professor in Eichstätt und Salzburg, wo er seit 2002 Professor für Dogmatik ist.
Seine Forschungs- und Interessenschwerpunkte sind das Zweite Vatikanische Konzil, die Topologie der Religion und die räumliche Wende in Gottesreden, die Nebeneinanderstellung von Macht und Ohnmacht im christlichen Glauben, die theologische Agenda von loci theologici alieni und die Theologie der Zeichen der Zeit.

## Schriften (Auswahl)
- Natur und Schöpfung. Die Realität im Prozess. A. N. Whiteheads Philosophie als Paradigma einer Fundamentaltheologie kreativer Existenz (= Würzburger Studien zur Fundamentaltheologie. Band 7). Lang, Frankfurt am Main/Bern/New York/Paris 1991, ISBN 3-631-44126-6 (zugleich Dissertation, Würzburg 1990).
- als Herausgeber mit Wilhelm Dreier: Entdeckung – Eroberung – Befreiung. 500 Jahre Gewalt und Evangelium in Amerika. Echter, Würzburg 1993, ISBN 3-429-01504-9.
- als Herausgeber mit Hildegund Keul: Das Volk Gottes – ein Ort der Befreiung. Festschrift für Elmar Klinger. Echter, Würzburg 1998, ISBN 3-429-02017-4.
- Macht in der Ohnmacht. Eine Theologie der Menschenrechte (= Quaestiones disputatae. Band 178). Herder, Freiburg im Breisgau/Basel/Wien 1999, ISBN 3-451-02178-1.
- Nicht verleugnen. Die befremdende Ohnmacht Jesu (= GlaubensWorte). Echter, Würzburg 2001, ISBN 3-429-02304-1.
- Nicht ausweichen. Die prekäre Lage der Kirche (= GlaubensWorte). Echter, Würzburg 2002, ISBN 3-429-02306-8.
- Nicht verschweigen. Die unscheinbare Präsenz Gottes (= GlaubensWorte). Echter, Würzburg 2003, ISBN 3-429-02308-4.
- Einführung in die Gotteslehre (= Einführung Theologie). Wissenschaftliche Buchgesellschaft, Darmstadt 2006, ISBN 3-534-16586-1.
- als Herausgeber mit Franz Riffert: Researching with Whitehead. System and Adventure. Essays in Honor of John B. Cobb. Alber, Freiburg im Breisgau/München 2008, ISBN 978-3-495-48220-9.
- als Herausgeber mit Kaspar Villadsen und Trygve Wyller: The Spaces of Others – Heterotopic Spaces. Practicing and Theorizing Hospitality and Counter-Conduct beyond the Religion/Secular Border (= Research in Contemporary Religion. Band 21). Vandenhoeck & Ruprecht, Göttingen 2016, ISBN 3-525-60455-6.
- als Herausgeber mit Ansgar Kreutzer: Religion und soziale Distinktion. Resonanzen Pierre Bourdieus in der Theologie (= Quaestiones disputatae. Band 295).  Herder, Freiburg im Breisgau/Basel/Wien 2018, ISBN 3-451-02295-8.
- Glaubensräume. Topologische Dogmatik. Band 1: Glaubensräumen nachgehen. Matthias Grünewald Verlag, Ostfildern 2019, ISBN 978-3-7867-3021-7.